# Pandava ganga
Espèce
Pandava ganga est une espèce d'araignées aranéomorphes de la famille des Titanoecidae.

## Distribution
Cette espèce est endémique d'Inde. Elle se rencontre au Maharashtra, au Karnataka et en Odisha.

## Description
La femelle holotype mesure 6,56 mm.

## Étymologie
Son nom d'espèce lui a été donné en référence à Ganga.

## Publication originale
- Almeida-Silva, Griswold & Brescovit, 2010 : Revision of the Asian spider genus Pandava Lehtinen (Araneae: Titanoecidae): description of five new species and first record of Titanoecidae from Africa. Zootaxa, no 2630, p. 30-56.